# Strahlenburg

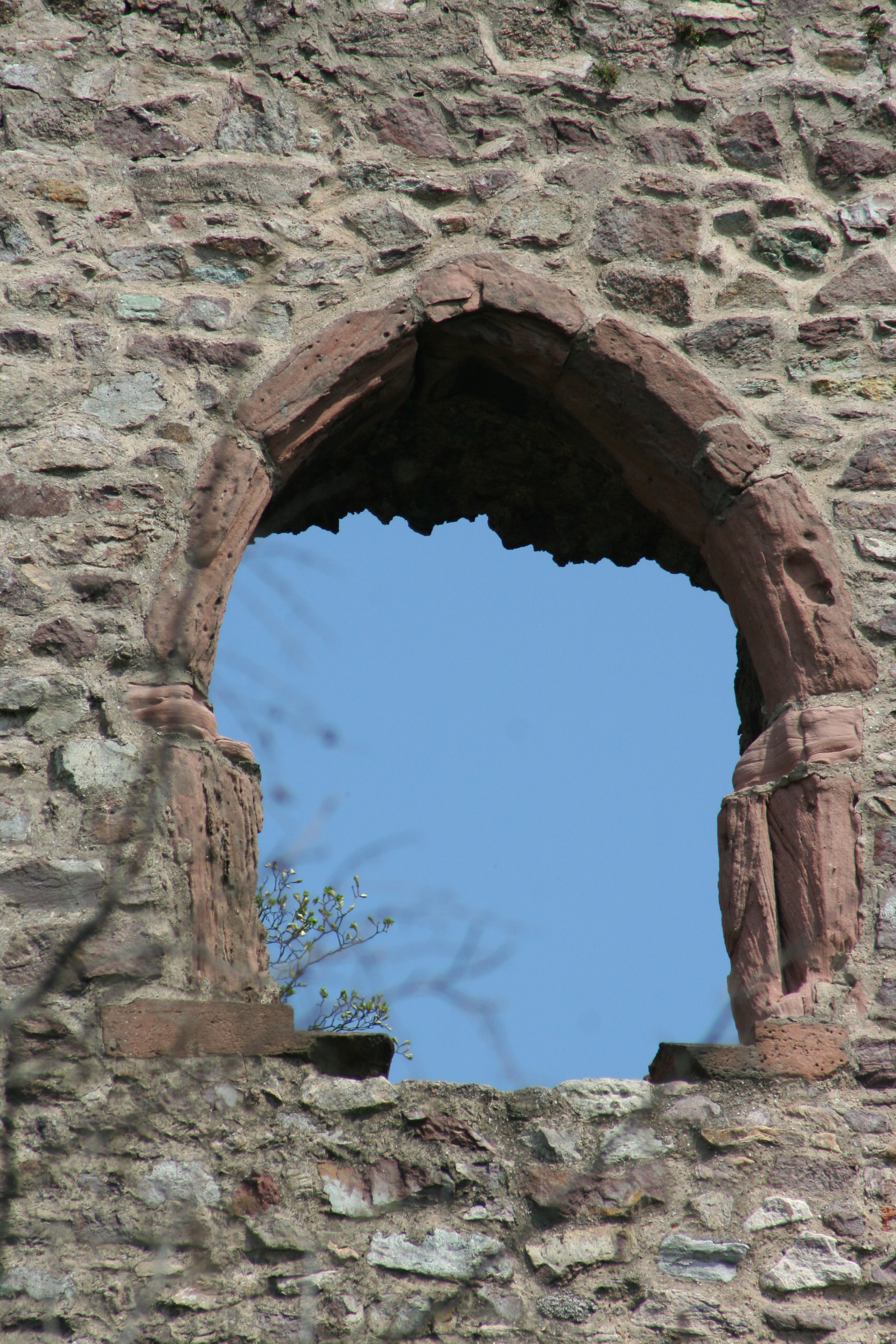
Detal okna palatium

Strahlenburg, nazywany również Strahlenberg, jest ruiną zamku wyżynnego w Schriesheim w powiecie Rhein-Neckar-Kreis, w kraju związkowym Badenia-Wirtembergia w Niemczech. Ruina zamkowa jest obecnie własnością prywatną.

## Położenie
Ruina wraz z restauracją zamkową jest położona na wschodnim zboczu góry Ölberg, nazywanej również Schriesheimer Schlossberg. Bezpośrednio poniżej góry znajduje się miasto Schriesheim. Spoglądając z góry można objąć wzrokiem dużą część Niziny Górnoreńskiej wraz z miejscowościami leżącymi nad Neckar i Renem. Przy dobrej pogodzie można dostrzec Las Palatynacki, a przy bardzo dobrej nawet masyw górski Donnersberg. Dolina wypływającego w Altenbach Kanzelbachu wcina się z boku góry Ölberg w masywie górskim Odenwald.

## Historia
Budowa Strahlenburgu została zainicjowana około roku 1235 przez Konrada I Strahlenberga, który chciał uczynić z zamku siedzibę rodu Strahlenbergów. W 1240 władca ten zostaje wymieniony po raz pierwszy w źródłach historycznych jako rządca Schriesheim. Z powodu stosunków własnościowych zamek podlegał jako lenno klasztorowi benedyktyńskiemu w Ellwangen. Z tego czasu pochodzą pierwotnie mierzący 30 metrów stołp oraz wewnętrzna część obiektu. Palatium mogło prawdopodobnie zostać wzniesione dopiero w XIV wieku.
W 1329 problemy finansowe zmusiły Rennewarta Strahlenberga do oddania zamku pod zastaw Hartmutowi Cronbergowi. Do swojej śmierci w roku 1338 Hartmut zlecił wykonanie rozległych prac przebudowy i rozbudowy zamku. W roku 1346 została zawiązana pomiędzy Moguncją i jednym z synów Kronberga umowa sprzedaży, która jednak nie została zrealizowana, ponieważ Rennewartowi Strahlenbergowi udało się zebrać środki finansowe potrzebne do jej rozwiązania. Jednak już w roku 1347 zamek został przez niego sprzedany Ruprechtowi I Wittelsbachowi. W roku 1468 w posiadanie zamku wszedł ród von Veldenz na czele z Ludwikiem Wittelsbachem, palatynem i księciem Palatynatu–Zweibrücken.
Do tej pory nie udało się ostatecznie ustalić, kiedy doszło do zniszczenia Strahlenburgu. Dwa wydarzenia historyczne brane są pod uwagę.
Od 6 maja 1470 zamek był oblegany przez Simona Balshofena, sprawującego funkcję namiestnika elektora Palatynatu Reńskiego, Fryderyka Wittelsbacha. Ostrzałem kierował dowódca artylerii Palatynatu Reńskiego, Martin Merz. Powodem była waśń pomiędzy kuzynami, Ludwikiem i Fryderykiem Wittelsbachem, znana jako Weißenburger Fehde, której namiastką był konflikt pomiędzy księciem elektorem Palatynatu Reńskiego, a cesarzem Fryderykiem III. Po ośmiu dniach oblężenia Strahlenburg został zajęty. Załoga, w której skład wchodziło 19 szlachciców i 30 piechurów, została wzięta do niewoli. 16 obrońców zostało z powodu swojego palatyńskiego pochodzenia utopionych w pobliskim potoku, Kanzelbach. Zdobywcy podpalili zamek i zburzyli jego umocnienia obronne. Na skutek tego wydarzenia Schriesheim straciło prawa miejskie.
Jako drugą możliwą datę zniszczenia zamku przyjmuje się okres około roku 1500. Według tego założenia zamek został podpalony podczas wojny o sukcesję w Landshut przez heskie oddziały wojenne. Te przemierzały w roku 1504 okolicę zamku pustosząc miasta i wsie.
W 1733 rozpoczęło się burzenie ruiny, co było skutkiem wydania zezwolenia urzędowego do użycia kamieni z zamku do budowy murów oporowych, zabezpieczających przed osunięciem pobliskie zbocza, na których uprawiana jest winorośl. Hrabiowie von Oberndorff zostali w roku 1784 dzierżawcami wieczystymi, a w 1838 właścicielami ruiny. Oni też zabezpieczyli resztki pozostałości przed dalszym rozpadem.

## Budowla
Do budowy zamku zostały użyte dostępne w całym regionie porfir i granit, które były wydobywane ze skał. Z budowli zachowały się jedynie cienki i bardzo prosty architektonicznie, okrągły stołp o wysokości 27m oraz prostokątne palatium, które zostało przebudowane i jest częściowo popękane. Z powodu usterek konstrukcyjnych nie można aktualnie wchodzić na stołp. Okrągły mur wokół zamku zakreśla niemalże równoboczny pięciokąt, którego jeden z wierzchołków jest skierowany w stronę zbocza góry.

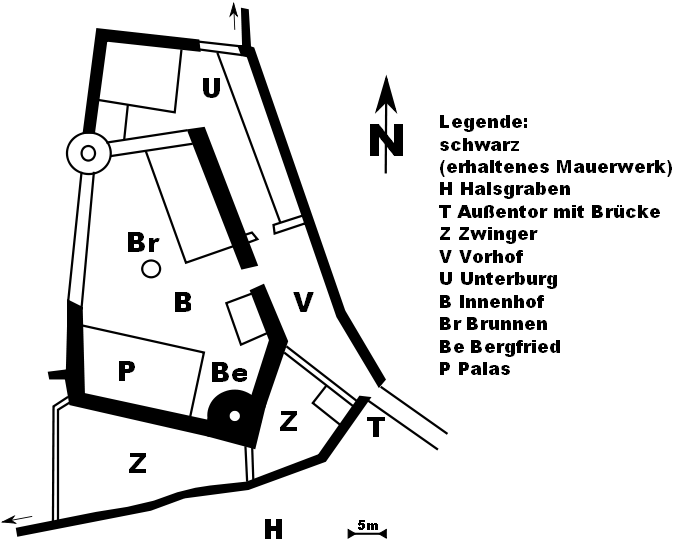
Plan zamku

W obiektach została otwarta nowoczesna restauracja o nazwie Burggasthof Strahlenburg. W palatium zachowały się 3 wczesnogotyckie okna pochodzące z około 1237 roku. Każde okno składa się z dwóch ostrołuków z okrągłym świetlikiem.